# Miss Franche-Comté
Miss Franche-Comté est un concours de beauté annuel concernant les jeunes femmes de Franche-Comté. Il est qualificatif pour l'élection de Miss France, retransmise en direct sur la chaîne TF1, en décembre, chaque année. 
Une miss issue de la région Franche-Comté a été couronnée Miss France : Roberte Cusay, Miss France 1927 (élue sous le titre de Miss Jura).
Une miss issue de la région Franche-Comté a été remplaçante de Miss France : Patricia Barzyk, Miss France 1980  (sous le titre de Miss Jura).

## Histoire
Le concours est créé en 1973. Auparavant, des Miss Jura ou Miss Territoire de Belfort pouvaient être présentes lors de l'élection de Miss France.

## Élections locales qualificatives
- Miss Doubs ;
- Miss Haute-Saône ;
- Miss Pays de Belfort-Montbéliard ;
- Miss Jura.

## Synthèse des résultats
Note : Toutes les données ne sont pas encore connues.
- Miss France : Roberte Cusey (1926, Miss Jura), Patricia Barzyk (1979, Miss Jura, à la suite de la démission de Thilda Fuller)
- 1re dauphine : Marina Crouet (1961), Dominique Pasquier (1969, Miss Jura), Martine Phillips (1981)
- 2e dauphine : Marlène Mourreau (1985), Élodie Couffin (2002), Lauralyne Demesmay (2018), Marion Navarro (2022)
- 3e dauphine : Brigitte Vuillemin (1969), Ghislaine Bochard (1970, Miss Jura), Pascale Meotti (1988)
- 4e dauphine :
- 5e dauphine : Rolande Maroc (1980)
- Top 12/Top 15 : Astrid Guillemin (1987), Karine Paulin (1990), Caroline Sery (2004), Camille Duban (2013)

## Les Miss
Note : Toutes les données ne sont pas encore connues.
| Année | Dénomination               | Nom                    | Âge    | Taille | Résidence                | Classement local/régional                                                                                           | Classement Miss France                                                                                              | Autres |
| ----- | -------------------------- | ---------------------- | ------ | ------ | ------------------------ | --- | --- | --- |
| 1926  | Miss Jura                  | Roberte Cusey          | 20 ans |        | Paris                    | | Miss France 1927 | 7e dauphine de Miss Univers 1927, Grand Prix de l'élégance 1932                                                                |
| 1961  | Miss Franche-Comté         | Marina Crouet          |        |        |                          | | 1re dauphine de Miss France 1962                                                                                    | |
| 1969  | Miss Franche-Comté         | Brigitte Vuillemin     |        |        |                          | | 3e dauphine de Miss France 1970                                                                                     | |
| 1969  | Miss Jura                  | Dominique Pasquier     |        |        |                          | | 1re dauphine de Miss France 1970                                                                                    | |
| 1970  | Miss Franche-Comté         | Danielle Lapouge       |        |        |                          | | | Prix de la coiffure à l’élection de Miss France 1971                                                                           |
| 1970  | Miss Jura                  | Ghislaine Bochard      |        |        |                          | | 3e dauphine de Miss France 1971                                                                                     | |
| 1970  | Miss Besançon              | Françoise Maître       |        |        |                          | | | Prix de la courtoisie à l'élection de Miss France 1971                                                                         |
| 1970  | Miss Territoire de Belfort | Françoise Carnovali    |        |        |                          | | | |
| 1974  | Miss Franche-Comté         | Annick Recroix         |        |        |                          | | | |
| 1975  | Miss Franche-Comté         | Isabelle Crouvoissier  |        |        |                          | | | |
| 1976  | Miss Franche-Comté         | Jocelyne Mercier       |        |        | Saint-Claude             | | | |
| 1976  | Miss Jura                  | Claude Prabel          |        |        |                          | | | |
| 1977  | Miss Franche-Comté         | Françoise Baysang      |        |        |                          | | | |
| 1977  | Miss Jura                  | Maryline Carvacho      |        |        |                          | | | |
| 1977  | Miss Territoire de Belfort | Claudine Garnier       |        |        |                          | | | |
| 1978  | Miss Franche-Comté         | Andrée Ringenbach      |        |        |                          | | | |
| 1978  | Miss Territoire de Belfort | Nom inconnu            |        |        |                          | | | |
| 1979  | Miss Franche-Comté         | Catherine Guilleux     | -      |        |                          | | | |
| 1979  | Miss Jura                  | Patricia Barzyk        |        |        | Arbouans                 | | Miss France 1980 (en remplacement de Thilda Fuller, Miss Tahiti)                                                    | 1re dauphine de Miss Monde 1980, sa fille Sarah Barzyk est élue Miss Paris 2008 et participe à l'élection de Miss France 2009. |
| 1980  | Miss Franche-Comté         | Rolande Maroc          |        |        |                          | | 5e dauphine de Miss France 1981                                                                                     | |
| 1981  | Miss Franche-Comté         | Martine Philipps       | 22 ans |        | Audincourt               | | 1re dauphine de Miss France 1982, elle récupère temporairement le titre suite à la destitution de Sabrina Belleval. | Représentante de la France à Miss Monde 1982 et Miss Univers 1982.                                                             |
| 1982  | Miss Franche-Comté         | Laurence Dore          |        |        |                          | | | |
| 1983  | Miss Franche-Comté         | Isabelle Huttges       |        |        | Cravanche                | | | |
| 1984  | Miss Franche-Comté         | Rachel Pardonnet       |        |        |                          | | | |
| 1985  | Miss Franche-Comté         | Marlène Mourreau       |        |        |                          | | 2e dauphine de Miss France 1986                                                                                     | |
| 1985  | Miss Territoire de Belfort | Évelyne Ringenbach     |        |        |                          | | | |
| 1986  | Miss Franche-Comté         | Catherine Peroni       |        |        |                          | | | |
| 1986  | Miss Territoire de Belfort | Virginie Simon         |        |        |                          | | | |
| 1987  | Miss Franche-Comté         | Astrid Guillemin       |        |        |                          | | Figure parmi les 12 demi-finalistes à l'élection de Miss France 1988                                                | |
| 1988  | Miss Franche-Comté         | Pascale Meotti         |        |        |                          | | 3e dauphine de Miss France 1989                                                                                     | Candidate à Miss Univers 1989                                                                                                  |
| 1988  | Miss Territoire de Belfort | Delphine Stutz         |        |        |                          | | | Prix de la sympathie à Miss France 1989                                                                                        |
| 1989  | Miss Franche-Comté         | Laurence Thierry       |        |        |                          | | | |
| 1989  | Miss Territoire de Belfort | Nancy Malcuit          |        |        |                          | | | |
| 1990  | Miss Franche-Comté         | Karine Paulin          |        |        | Besançon                 | | Figure parmi les 12 demi-finalistes à l'élection de Miss France 1991                                                | |
| 1990  | Miss Territoire de Belfort | Delphine Mougenot      |        |        |                          | | | |
| 1991  | Miss Franche-Comté         | Sylvie Pentecôte-Coton |        |        |                          | | | |
| 1991  | Miss Jura                  | Isabelle Barbier       |        |        |                          | | | |
| 1992  | Miss Franche-Comté         | Isabelle Chagnot       | 19 ans | 1,80 m | Lomont                   | Miss Haute-Saône 1992                                                                                               | | |
| 1993  | Miss Franche-Comté         | Valérie Jeannin        |        |        |                          | | | |
| 1994  | Miss Franche-Comté         | Delphine Petitjean     |        |        | Le Pin                   | Miss Jura 1994 | | Prix Air liberté à l'élection de Miss France 1995                                                                              |
| 1995  | Miss Franche-Comté         | Maryline Gogniat       |        |        | Bavans                   | | | |
| 1996  | Miss Franche-Comté         | Delphine Pequignet     |        |        | Belfort                  | | | Prix Maurice de Waleffe à l'élection de Miss France 1997                                                                       |
| 1997  | Miss Franche-Comté         | Sabrina Barbeaux       | 19 ans | 1,70 m |                          | | | |
| 1998  | Miss Franche-Comté         | Lætitia Creusot        | 20 ans | 1,81 m | Couthenans               | | | Prix Florent D'Acy à l'élection de Miss France 1999                                                                            |
| 1999  | Miss Franche-Comté         | Mélanie Ott            | 19 ans | 1,73 m | Rigny                    | | | |
| 2000  | Miss Franche-Comté         | Laetitia Godard        |        |        | Vaire-Arcier             | | | |
| 2001  | Miss Franche-Comté         | Anne-Laure Vouillot    |        |        | Longeville               | Miss Pays d'Ornans 2001                                                                                             | | |
| 2002  | Miss Franche-Comté         | Élodie Couffin         | 18 ans | 1,74 m | Belfort                  | Miss Territoire de Belfort 2002                                                                                     | 2e dauphine de Miss France 2003                                                                                     | Représentante de la France à Miss International 2003 où elle intègre le Top 12                                                 |
| 2003  | Miss Franche-Comté         | Élodie Serreau         |        |        |                          | Miss Territoire de Belfort 2003                                                                                     | | |
| 2004  | Miss Franche-Comté         | Caroline Sery          | 21 ans | 1,77 m | Montigny-lès-Vesoul      | Miss Haute-Saône 2004                                                                                               | Figure parmi les 12 demi-finalistes à l'élection de Miss France 2005 et termine 12e                                 | |
| 2005  | Miss Franche-Comté         | Magalie Thierry        | 18 ans | 1,76 m | Froideconche             | Miss Haute-Saône 2005                                                                                               | | Demi-finaliste à Miss Earth 2009                                                                                               |
| 2006  | Miss Franche-Comté         | Noémie Marguet         | 19 ans | 1,72 m | Saint-Vit                | Miss Pays d'Ornans 2006                                                                                             | | |
| 2007  | Miss Franche-Comté         | Laure Amourette        | 23 ans | 1,72 m | Laviron                  | Miss Pays d'Ornans 2007                                                                                             | | Prix de l'élégance à l'élection Miss France 2008                                                                               |
| 2008  | Miss Franche-Comté         | Johanne Kervella       | 23 ans | 1,70 m | Chalezeule               | Reine de Besançon 2008                                                                                              | | Prix du charme Airways à l'élection de Miss France 2009                                                                        |
| 2009  | Miss Franche-Comté         | Estelle Diop           | 19 ans | 1,80 m | Belfort                  | 1re dauphine Miss Aire Urbaine 2009                                                                                 | | Prix de la bonne conduite Peugeot à l'élection de Miss France 2010                                                             |
| 2010  | Miss Franche-Comté         | Sabrina Halm           | 22 ans | 1,70 m | Mathay                   | Miss Aire Urbaine 2009                                                                                              | | |
| 2011  | Miss Franche-Comté         | Andréa Vannier         | 19 ans | 1,76 m | Pelousey                 | Reine de Besançon 2009, Miss Doubs 2011.                                                                            | | |
| 2012  | Miss Franche-Comté         | Charlène Michaut       | 24 ans | 1,72 m | Allenjoie                | 2e dauphine de Miss Franche-Comté 2011                                                                              | | |
| 2013  | Miss Franche-Comté         | Camille Duban          | 19 ans | 1,73 m | Gray                     | Miss Haute-Saône 2013                                                                                               | Figure parmi les 12 demi-finalistes à l'élection de Miss France 2014 et termine 9e                                  | |
| 2014  | Miss Franche-Comté         | Anne-Mathilde Cali     | 24 ans | 1,73 m | Besançon                 | Miss Doubs 2014 | | Prix du costume régional à l'élection de Miss France 2015                                                                      |
| 2015  | Miss Franche-Comté         | Alizée Vannier         | 19 ans | 1,72 m | Pelousey                 | Miss Doubs 2015 | | Elle est la sœur d'Andréa Vannier, Miss Franche-Comté 2011                                                                     |
| 2016  | Miss Franche-Comté         | Mélissa Nourry         | 20 ans | 1,71 m | Pirey                    | Miss Doubs 2016 | | |
| 2017  | Miss Franche-Comté         | Mathilde Klinguer      | 22 ans | 1,77 m | Pont-de-Roide-Vermondans | Miss Pays de Belfort Montbéliard 2017                                                                               | | Prix de l'élégance à l'élection de Miss France 2018                                                                            |
| 2018  | Miss Franche-Comté         | Lauralyne Demesmay     | 18 ans | 1,80 m | Devecey                  | Miss Doubs 2018 | 2e dauphine de Miss France 2019                                                                                     | |
| 2019  | Miss Franche-Comté         | Solène Bernardin       | 23 ans | 1,77 m | Granges-la-Ville         | Miss Haute-Saône 2016 ; 3e dauphine de Miss Franche-Comté 2016, Prix de la culture générale Miss Franche-Comté 2019 | | |
| 2020  | Miss Franche-Comté         | Coralie Gandelin       | 23 ans | 1,72 m | La Chailleuse            | Miss Jura 2020 | | Coralie Gandelin, 1re dauphine de Miss Franche-Comté 2020 remplace Anastasia Salvi à la suite de l'abandon de son titre.       |
| 2021  | Miss Franche-Comté         | Julie Cretin           | 21 ans | 1,70 m | Bouverans                | 2e dauphine de Miss Doubs 2021, Prix de la culture générale Miss Franche-Comté 2021                                 | | |
| 2022  | Miss Franche-Comté         | Marion Navarro         | 19 ans | 1,73 m | Baume-les-Dames          | Miss Doubs 2022 | 2ème dauphine de Miss France 2023                                                                                   | Prix de l'éloquence à l’élection de Miss France 2023                                                                           |
| 2023  | Miss Franche-Comté         | Sonia Coutant          | 24 ans | 1,72 m | Champagnole              | Miss Jura 2023, Prix de la culture générale Miss Franche-Comté 2023                                                 | | Prix du Costume régional à l’élection de Miss France 2024                                                                      |
| 2024  | Miss Franche-Comté         | Manon Le Maou          | 27 ans | 1,74 m | Villers-Saint-Martin     | 2e dauphine de Miss Corse 2023, Miss Doubs 2024, Prix de la bienveillance Miss Franche-Comté 2024                   | | |

## Palmarès par département depuis 2000
- Doubs : 2000, 2001, 2006, 2007, 2008, 2010, 2011, 2012, 2014, 2015, 2016, 2018, 2021, 2022, 2024 (15)
- Haute-Saône : 2004, 2005, 2013, 2019 (4)
- Territoire de Belfort : 2002, 2003, 2009, 2017 (4)
- Jura : 2020, 2023 (2)

## Palmarès à l'élection Miss France depuis 2000
- Miss France :
- 1re dauphine :
- 2e dauphine : 2003, 2019, 2023
- 3e dauphine :
- 4e dauphine :
- 5e dauphine :
- 6e dauphine :
- Top 12 puis 15 : 2005, 2014
- Classement des régions pour les 10 dernières élections (Miss France 2015 à 2024) : 18e sur 30[Note 1].

## À retenir
- Meilleur classement de ces 10 dernières années : Lauralyne Demesmay et Marion Navarro, 2e dauphine de Miss France 2019 et Miss France 2023.
- Dernier classement réalisé : Marion Navarro,  2e dauphine de Miss France 2023.
- Dernière Miss France : Patricia Barzyk, élue en 1980.